# Toshiba

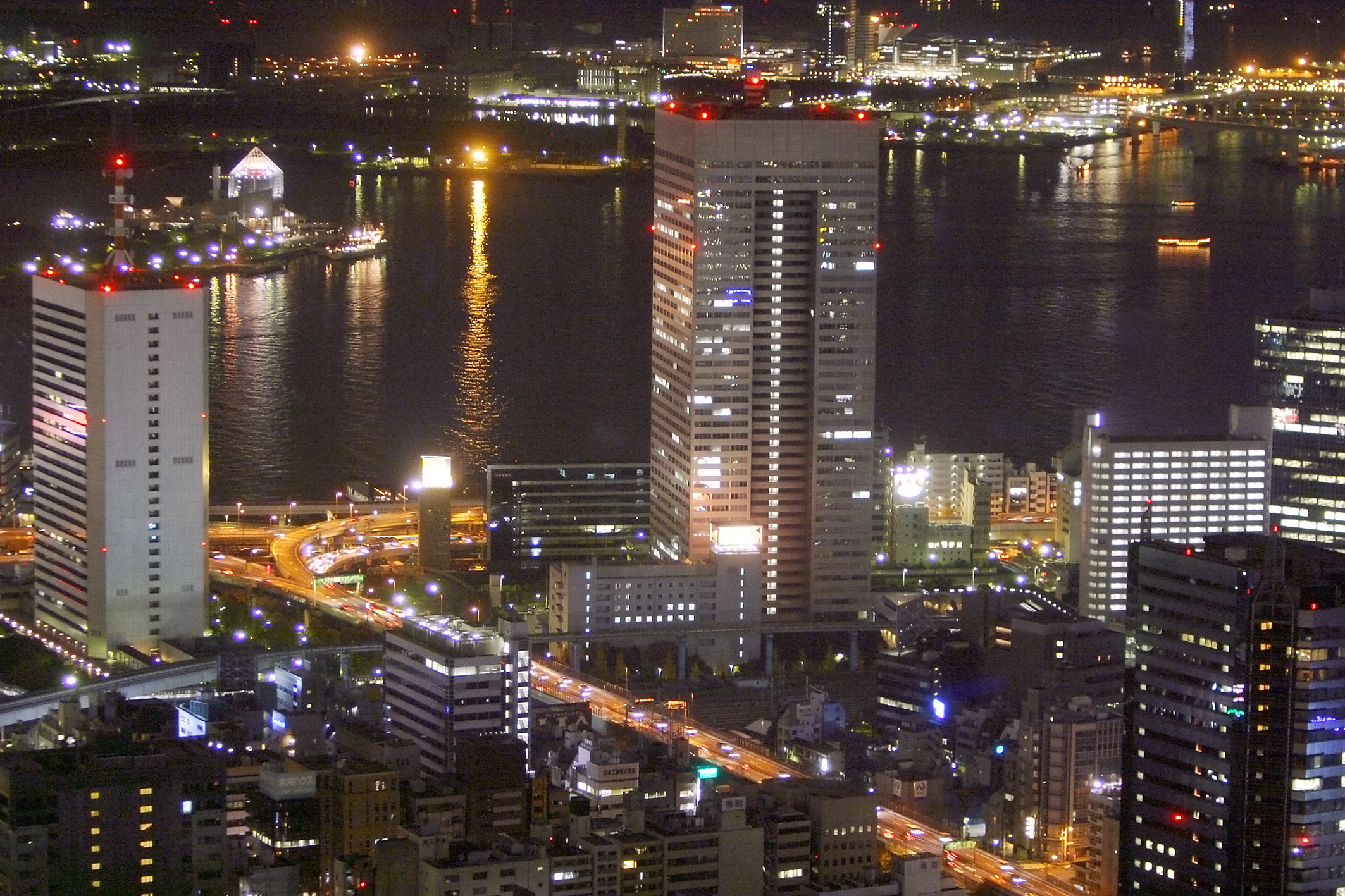
Осідок в Токіо

Toshiba Corporation (яп. 株式会社東芝, кабусікі гайся то: сіба) — великий японський і міжнародний концерн, що працює в області електротехніки, електроніки, енергетичного устаткування, медичного устаткування. Акціонерний капітал Toshiba становив 1 млрд. 750 млн євро., а чиста виручка за 2008 фінансовий рік — 47 млрд. 925 млн євро. Частка продажів продукції Toshiba в Японії становила — 48 % і за кордоном — 52 % (з них 14 % належало Європі).
У березні 2023 року Toshiba оголосила, що прийняла пропозицію про викуп за 2 трильйона JPY ($15 мільярдів) від консорціуму на чолі з Japan Industrial Partners (JIP), токійською приватною інвестиційною компанією. 27 вересня було повідомлено, що компанія буде передана новій материнській компанії TBJH, що була створена для цього. .
22 грудня 2023 року було оголошено про завершення купівлі компанією JIP Це сталося через два дні після делістингу з Токійській та Нагойській фондових бірж.

## Історія
Заснована в 1875 і стала першим в Японії виробником телеграфного устаткування. Спочатку вона називалася Інженерна контора Танаки. Засновник компанії Танака Хісасіґе був відомим в Японії винахідником. Серед найвидатніших його винаходів — механічні ляльки і годинник, який не потрібно заводити. Це були дійсно видатні винаходи для другої половини XIX століття. Незабаром компанія стала одним з найбільших в Японії виробником могутнього електротехнічного устаткування.
Пізніше, слідуючи вимогам ринку, основним напрямом своїй діяльності компанія зробила виробництво техніки для кінцевого споживача. Ще в 30-х роках XX ст. вперше в Японії почалося масове виробництво холодильників, пральних машин і пилососів, розроблених корпорацією Toshiba.
Після тривалого процесу злиття і перетворень поглинання в 1939 з Shibaura Seisakusho і Tokyo Denki створило нову компанію під назвою Tokyo Shibaura Denki (東京芝浦電気). Скорочення цієї назви — Toshiba — дало сучасну назву корпорації. В 1978 році компанія затвердила свою нову назву Toshiba. А незабаром після цього, в 1985 році, компанією був створений перший у світі портативний комп'ютер. За 126 років своєї історії компанія стала транснаціональною корпорацією і увійшла до числа найбільших світових виробників електроніки і електротехніки. За підсумками 2000 року загальні продажі компанії склали 53 млрд доларів. У офісах і на виробництвах компанії по всьому світу зайнято понад 198 000 чоловік. За даними журналу «Fortune», фірма займає 44-е місце в списку найбільших компаній світу. За межами Японії знаходиться більше 100 її офісів і дочірніх компаній. У них працює понад 40 000 співробітників, включених в процес розробки, виробництва і продажів самих різних продуктів.
4 липня 2018 року, АТ «Турбоатом» (Харків) і японська Toshiba Energy Systems&Solutions Corporation підписали меморандум про взаєморозуміння в сфері атомної енергетики. Компанії домовилися про початок взаємовигідного співробітництва із впровадження проєктів із модернізації турбінного устаткування машинних залів АЕС.

## Основні напрями діяльності компанії
- Digital Technika — механічна техніка, машини, ігрові автомати, робототехніка, автоматизація, вимірювальні прилади.
- Digital Products — стільникові телефони стандарту 3G, LCD-телевізори, проектори, персональні комп'ютери, комп'ютерна пам'ять[9], POS-термінали.
- Electronic Devices & Components — електронні компоненти, силова електроніка, CMOS-матриці, рентгенівські трубки.
- Social Infrastructure Systems — продукти, системи і рішення для енергетики, промисловості, транспорту і суспільної інфраструктри, включаючи:
  - Power Systems Company — заводи з переробки ядерного палива, устаткування для гідро-, теплових і геотермальних електростанцій, трансформатори, паливні комірки.
  - Industrial Systems Company — промислові комп'ютери, системи автоматичного сортування листів, інформаційні системи для транспорту, пристрої і прилади для контролю і вимірювання.
  - Social Infrastructure Systems Company — рішення з водоочистки і водопідготовки, системи розподілу електроенергії, телекомунікаційні системи, системи контролю повітряного руху, радарні системи і навігаційне устаткування.
  - Toshiba Elevator and Building Systems Corporation — ліфти і ескалатори.
  - Toshiba Solutions Corporation
  - Toshiba Medical Systems Corporation

## Toshiba-Україна
В Україні представлені наступні напрямки:
- Digital Media — теле-, відеотехніка;
- РС, Networking — ноутбуки;
- Consumer Electronics — побутова техніка;
- Copier — рішення для документообігу;
- Mobile Communications — мобільні пристрої;
- TCC — кондиціонери;
- TIPS — інвертори TIPS 200/380/980 В;
- TMEIC — інвертори від 6 кВ до 14 кВ;
- Toshiba Medical Systems Corporation — медичне устаткування